# Ekudden, Enköpings kommun
Ekudden är en bebyggelse söder om Enköping vid norra stranden av Svinnegarnsviken i Svinnegarns socken i Enköpings kommun. Från 2015 avgränsade SCB här en småort. Vid avgränsningen 2020 avregistrerades den som småort, då antalet invånare understeg 50.